# Élections cantonales de 2004 en Moselle
Les élections cantonales ont eu lieu les 21 et 28 mars 2004.
Lors de ces élections, 26 des 51 cantons de la Moselle ont été renouvelés. Elles ont vu la reconduction de la majorité UMP dirigée par Philippe Leroy, président du conseil général depuis 1992.

## Résultats à l’échelle du département
Répartition départementale des résultats (2e tour).
- PS (44,88 %)
- PRG (2,72 %)
- DVG (8,82 %)
- UMP (17,84 %)
- UDF (2,5 %)
- DVD (19,55 %)
- FN (3,69 %)

| Étiquette      | Étiquette                          | Premier tour | Premier tour | Second tour | Second tour | Sièges |
| Étiquette      | Étiquette                          | Voix         | %            | Voix        | %           | Sièges |
| -------------- | ---------------------------------- | ------------ | ------------ | ----------- | ----------- | ------ |
|                | Parti socialiste                   | 51 900       | 25,93        | 74 265      | 44,88       | 11     |
|                | Divers gauche                      | 12 170       | 6,08         | 14 604      | 8,82        | 2      |
|                | Parti communiste français          | 9 748        | 4,87         |             |             |        |
|                | Extrême gauche                     | 7 004        | 3,50         |             |             |        |
|                | Parti radical de gauche            | 3 319        | 1,66         | 4 502       | 2,72        | 0      |
|                | Les Verts                          | 1 037        | 0,52         |             |             |        |
| Gauche         | Gauche                             | 85 178       | 42,56        | 93 371      | 56,42       | 13     |
|                |                                    |              |              |             |             |        |
|                | Divers droite                      | 54 973       | 27,46        | 32 351      | 19,55       | 8      |
|                | Front national                     | 28 810       | 14,39        | 6 103       | 3,69        | 0      |
|                | Union pour un mouvement populaire  | 23 585       | 11,78        | 29 524      | 17,84       | 4      |
|                | Union pour la démocratie française | 5 019        | 2,51         | 4 143       | 2,50        | 1      |
| Droite         | Droite                             | 112 387      | 56,14        | 72 121      | 43,58       | 13     |
|                |                                    |              |              |             |             |        |
|                | Écologistes divers                 | 1 944        | 0,97         |             |             |        |
|                | Divers                             | 656          | 0,33         |             |             |        |
|                |                                    |              |              |             |             |        |
| Inscrits       | Inscrits                           | 381 905      | 100,00       | 303 774     | 100,00      |        |
| Abstention     | Abstention                         | 172 318      | 45,12        | 128 321     | 42,24       |        |
| Votants        | Votants                            | 209 587      | 54,88        | 175 453     | 57,76       |        |
| Blancs et nuls | Blancs et nuls                     | 9 422        | 4,50         | 9 961       | 5,68        |        |
| Exprimés       | Exprimés                           | 200 165      | 95,50        | 165 492     | 94,32       |        |

## Résultats par canton

### Canton d'Algrange
| Candidats      | Candidats         | Étiquette      | Premier tour | Premier tour | Second tour | Second tour |
| Candidats      | Candidats         | Étiquette      | Voix         | %            | Voix        | %           |
| -------------- | ----------------- | -------------- | ------------ | ------------ | ----------- | ----------- |
|                | René Gori         | PS             | 2 219        | 38,00        | 4 623       | 74,82       |
|                | Guy Alexandre     | FN             | 903          | 15,46        | 1 556       | 25,18       |
|                | Roland Ruscher    | DVG            | 782          | 13,39        |             |             |
|                | Christian Beck    | UDF            | 629          | 10,77        |             |             |
|                | Joël Krau         | PCF            | 558          | 9,56         |             |             |
|                | Jean-Luc Mazzilli | Verts          | 504          | 8,63         |             |             |
|                | Fabien Engelmann  | EXG            | 244          | 4,18         |             |             |
|                |                   |                |              |              |             |             |
| Inscrits       | Inscrits          | Inscrits       | 12 593       | 100,00       | 12 591      | 100,00      |
| Abstention     | Abstention        | Abstention     | 6 542        | 51,95        | 5 985       | 47,53       |
| Votants        | Votants           | Votants        | 6 051        | 48,05        | 6 606       | 52,47       |
| Blancs et nuls | Blancs et nuls    | Blancs et nuls | 212          | 3,50         | 427         | 6,46        |
| Exprimés       | Exprimés          | Exprimés       | 5 839        | 96,50        | 6 179       | 93,54       |

### Canton d'Ars-sur-Moselle
| Candidats      | Candidats                | Étiquette      | Premier tour | Premier tour | Second tour | Second tour |
| Candidats      | Candidats                | Étiquette      | Voix         | %            | Voix        | %           |
| -------------- | ------------------------ | -------------- | ------------ | ------------ | ----------- | ----------- |
|                | Marie-Louise Diebold*    | UMP            | 2 998        | 34,54        | 4 501       | 49,22       |
|                | Jean-Claude Wannenmacher | DVG            | 1 901        | 21,90        | 4 643       | 50,78       |
|                | Éric Gardelli            | DVD            | 1 314        | 15,14        |             |             |
|                | Nathalie Pigeot          | FN             | 1 300        | 14,98        |             |             |
|                | Daniel Robache           | EXG            | 455          | 5,24         |             |             |
|                | André Michel             | PCF            | 396          | 4,56         |             |             |
|                | Albert Dal Pozzolo       | EXG            | 315          | 3,63         |             |             |
|                |                          |                |              |              |             |             |
| Inscrits       | Inscrits                 | Inscrits       | 15 696       | 100,00       | 15 695      | 100,00      |
| Abstention     | Abstention               | Abstention     | 6 547        | 41,71        | 5 968       | 38,02       |
| Votants        | Votants                  | Votants        | 9 149        | 58,29        | 9 727       | 61,98       |
| Blancs et nuls | Blancs et nuls           | Blancs et nuls | 470          | 5,14         | 583         | 5,99        |
| Exprimés       | Exprimés                 | Exprimés       | 8 679        | 94,86        | 9 144       | 94,01       |

*sortant

### Canton de Bitche
| Candidats      | Candidats             | Étiquette      | Premier tour | Premier tour | Second tour | Second tour |
| Candidats      | Candidats             | Étiquette      | Voix         | %            | Voix        | %           |
| -------------- | --------------------- | -------------- | ------------ | ------------ | ----------- | ----------- |
|                | Gilbert Maurer*       | PS             | 2 407        | 45,22        | 3 639       | 62,00       |
|                | Édouard Schaming      | UMP            | 1 081        | 20,31        | 2 230       | 38,00       |
|                | Marie-Anne Hoellinger | DVD            | 678          | 12,74        |             |             |
|                | François Fasel        | DVD            | 616          | 11,57        |             |             |
|                | René Wack             | DVD            | 411          | 7,72         |             |             |
|                | Philippe Noller       | PCF            | 130          | 2,44         |             |             |
|                |                       |                |              |              |             |             |
| Inscrits       | Inscrits              | Inscrits       | 10 122       | 100,00       | 10 121      | 100,00      |
| Abstention     | Abstention            | Abstention     | 4 263        | 42,12        | 3 741       | 36,96       |
| Votants        | Votants               | Votants        | 5 859        | 57,88        | 6 380       | 63,04       |
| Blancs et nuls | Blancs et nuls        | Blancs et nuls | 536          | 9,15         | 511         | 8,01        |
| Exprimés       | Exprimés              | Exprimés       | 5 323        | 90,85        | 5 869       | 91,99       |

*sortant

### Canton de Boulay-Moselle
| Candidats      | Candidats               | Étiquette      | Premier tour | Premier tour |
| Candidats      | Candidats               | Étiquette      | Voix         | %            |
| -------------- | ----------------------- | -------------- | ------------ | ------------ |
|                | André Boucher*          | DVD            | 4 268        | 53,28        |
|                | Gisèle Vallageas        | PS             | 1 670        | 20,85        |
|                | Françoise Grolet        | FN             | 1 408        | 17,58        |
|                | Benoît Thevenard-Berger | DVD            | 440          | 5,49         |
|                | Gilbert Pexoto          | PCF            | 224          | 2,80         |
|                |                         |                |              |              |
| Inscrits       | Inscrits                | Inscrits       | 13 842       | 100,00       |
| Abstention     | Abstention              | Abstention     | 5 347        | 38,63        |
| Votants        | Votants                 | Votants        | 8 495        | 61,37        |
| Blancs et nuls | Blancs et nuls          | Blancs et nuls | 485          | 5,71         |
| Exprimés       | Exprimés                | Exprimés       | 8 010        | 94,29        |

*sortant

### Canton de Cattenom
| Candidats      | Candidats            | Étiquette      | Premier tour | Premier tour | Second tour | Second tour |
| Candidats      | Candidats            | Étiquette      | Voix         | %            | Voix        | %           |
| -------------- | -------------------- | -------------- | ------------ | ------------ | ----------- | ----------- |
|                | René Baryga*         | PS             | 3 283        | 42,54        | 4 857       | 59,99       |
|                | Bertrand Patrzek     | UMP            | 1 514        | 19,62        | 3 240       | 40,01       |
|                | Jean-Marie Cridel    | UDF            | 1 173        | 15,20        |             |             |
|                | Jean-Louis Renard    | FN             | 958          | 12,41        |             |             |
|                | Philippe Gasparella  | PRG            | 367          | 4,76         |             |             |
|                | José Arias Ortega    | EXG            | 293          | 3,80         |             |             |
|                | Christian Deharchies | PCF            | 130          | 1,68         |             |             |
|                |                      |                |              |              |             |             |
| Inscrits       | Inscrits             | Inscrits       | 15 697       | 100,00       | 15 696      | 100,00      |
| Abstention     | Abstention           | Abstention     | 7 534        | 48,00        | 6 994       | 44,56       |
| Votants        | Votants              | Votants        | 8 163        | 52,00        | 8 702       | 55,44       |
| Blancs et nuls | Blancs et nuls       | Blancs et nuls | 445          | 5,45         | 605         | 6,95        |
| Exprimés       | Exprimés             | Exprimés       | 7 718        | 94,55        | 8 097       | 93,05       |

*sortant

### Canton de Château-Salins
| Candidats      | Candidats             | Étiquette      | Premier tour | Premier tour | Second tour | Second tour |
| Candidats      | Candidats             | Étiquette      | Voix         | %            | Voix        | %           |
| -------------- | --------------------- | -------------- | ------------ | ------------ | ----------- | ----------- |
|                | Claude Cornet*        | DVD            | 1 218        | 38,06        | 1 506       | 45,83       |
|                | Gérard Thiriet        | DVD            | 692          | 21,63        | 1 038       | 31,59       |
|                | José-Paul Clement     | PS             | 498          | 15,56        | 742         | 22,58       |
|                | Sylviane Weidmann     | FN             | 293          | 9,16         |             |             |
|                | Bernard Krier         | DVD            | 207          | 6,47         |             |             |
|                | Gaëtan Benimeddourene | DVD            | 182          | 5,69         |             |             |
|                | Frédérique Langlois   | EXG            | 65           | 2,03         |             |             |
|                | Maryse Mularoni       | PCF            | 45           | 1,41         |             |             |
|                |                       |                |              |              |             |             |
| Inscrits       | Inscrits              | Inscrits       | 4 832        | 100,00       | 4 831       | 100,00      |
| Abstention     | Abstention            | Abstention     | 1 508        | 31,21        | 1 398       | 28,94       |
| Votants        | Votants               | Votants        | 3 324        | 68,79        | 3 433       | 71,06       |
| Blancs et nuls | Blancs et nuls        | Blancs et nuls | 124          | 3,73         | 147         | 4,28        |
| Exprimés       | Exprimés              | Exprimés       | 3 200        | 96,27        | 3 286       | 95,72       |

*sortant

### Canton de Delme
| Candidats      | Candidats        | Étiquette      | Premier tour | Premier tour | Second tour | Second tour |
| Candidats      | Candidats        | Étiquette      | Voix         | %            | Voix        | %           |
| -------------- | ---------------- | -------------- | ------------ | ------------ | ----------- | ----------- |
|                | Brice Lerond*    | DVD            | 1 156        | 46,31        | 1 429       | 56,15       |
|                | Ferdinand Kohn   | DVD            | 489          | 19,59        | 1 116       | 43,85       |
|                | François Aulbach | PS             | 349          | 13,98        |             |             |
|                | Josiane Renac    | FN             | 319          | 12,78        |             |             |
|                | Anne Cachot      | EXG            | 126          | 5,05         |             |             |
|                | Daniel Cholley   | PCF            | 57           | 2,28         |             |             |
|                |                  |                |              |              |             |             |
| Inscrits       | Inscrits         | Inscrits       | 3 871        | 100,00       | 3 871       | 100,00      |
| Abstention     | Abstention       | Abstention     | 1 253        | 32,37        | 1 161       | 29,99       |
| Votants        | Votants          | Votants        | 2 618        | 67,63        | 2 710       | 70,01       |
| Blancs et nuls | Blancs et nuls   | Blancs et nuls | 122          | 4,66         | 165         | 6,09        |
| Exprimés       | Exprimés         | Exprimés       | 2 496        | 95,34        | 2 545       | 93,91       |

*sortant

### Canton de Fameck
| Candidats      | Candidats        | Étiquette      | Premier tour | Premier tour | Second tour | Second tour |
| Candidats      | Candidats        | Étiquette      | Voix         | %            | Voix        | %           |
| -------------- | ---------------- | -------------- | ------------ | ------------ | ----------- | ----------- |
|                | Gérard Lamm*     | PS             | 3 173        | 45,49        | 4 613       | 64,28       |
|                | Jean Scharre     | UMP            | 1 848        | 26,49        | 2 563       | 35,72       |
|                | Monique Stutz    | FN             | 1 053        | 15,10        |             |             |
|                | Vito Laricchiuta | PCF            | 452          | 6,48         |             |             |
|                | Daniel Schmitt   | EXG            | 449          | 6,44         |             |             |
|                |                  |                |              |              |             |             |
| Inscrits       | Inscrits         | Inscrits       | 13 427       | 100,00       | 13 159      | 100,00      |
| Abstention     | Abstention       | Abstention     | 6 143        | 45,75        | 5 587       | 42,46       |
| Votants        | Votants          | Votants        | 7 284        | 54,25        | 7 572       | 57,54       |
| Blancs et nuls | Blancs et nuls   | Blancs et nuls | 309          | 4,24         | 396         | 5,23        |
| Exprimés       | Exprimés         | Exprimés       | 6 975        | 95,76        | 7 176       | 94,77       |

*sortant

### Canton de Fontoy
| Candidats      | Candidats        | Étiquette      | Premier tour | Premier tour | Second tour | Second tour |
| Candidats      | Candidats        | Étiquette      | Voix         | %            | Voix        | %           |
| -------------- | ---------------- | -------------- | ------------ | ------------ | ----------- | ----------- |
|                | Denis Schitz*    | DVD            | 3 195        | 38,98        | 4 232       | 46,84       |
|                | Jacky Aliventi   | PS             | 2 161        | 26,37        | 4 803       | 53,16       |
|                | Christian Felici | PCF            | 1 771        | 21,61        | Retrait     | Retrait     |
|                | Michel Monpeurt  | FN             | 724          | 8,83         |             |             |
|                | Bernard Leclerc  | EXG            | 345          | 4,21         |             |             |
|                |                  |                |              |              |             |             |
| Inscrits       | Inscrits         | Inscrits       | 16 542       | 100,00       | 16 537      | 100,00      |
| Abstention     | Abstention       | Abstention     | 8 004        | 48,39        | 7 144       | 43,20       |
| Votants        | Votants          | Votants        | 8 538        | 51,61        | 9 393       | 56,80       |
| Blancs et nuls | Blancs et nuls   | Blancs et nuls | 342          | 4,01         | 358         | 3,81        |
| Exprimés       | Exprimés         | Exprimés       | 8 196        | 95,99        | 9 035       | 96,19       |

*sortant

### Canton de Forbach
| Candidats      | Candidats          | Étiquette      | Premier tour | Premier tour | Second tour | Second tour |
| Candidats      | Candidats          | Étiquette      | Voix         | %            | Voix        | %           |
| -------------- | ------------------ | -------------- | ------------ | ------------ | ----------- | ----------- |
|                | Laurent Kalinowski | PS             | 1 743        | 29,43        | 3 605       | 56,43       |
|                | Robert Scheuer     | UMP            | 1 715        | 28,95        | 2 784       | 43,57       |
|                | Yves Karmann       | FN             | 1 196        | 20,19        | Retrait     | Retrait     |
|                | Jean-Claude Brunie | DVD            | 858          | 14,49        |             |             |
|                | Néjima Abdellatif  | EXG            | 273          | 4,61         |             |             |
|                | Philippe Chempaux  | PCF            | 138          | 2,33         |             |             |
|                |                    |                |              |              |             |             |
| Inscrits       | Inscrits           | Inscrits       | 13 786       | 100,00       | 13 786      | 100,00      |
| Abstention     | Abstention         | Abstention     | 7 624        | 55,30        | 7 004       | 50,81       |
| Votants        | Votants            | Votants        | 6 162        | 44,70        | 6 782       | 49,19       |
| Blancs et nuls | Blancs et nuls     | Blancs et nuls | 239          | 3,88         | 393         | 5,79        |
| Exprimés       | Exprimés           | Exprimés       | 5 923        | 96,12        | 6 389       | 94,21       |

### Canton de Freyming-Merlebach
| Candidats      | Candidats          | Étiquette      | Premier tour | Premier tour | Second tour | Second tour |
| Candidats      | Candidats          | Étiquette      | Voix         | %            | Voix        | %           |
| -------------- | ------------------ | -------------- | ------------ | ------------ | ----------- | ----------- |
|                | Laurent Kleinhentz | PS             | 3 859        | 38,14        | 6 588       | 61,93       |
|                | Jean-Paul Brunot   | DVD            | 1 970        | 19,47        | 4 050       | 38,07       |
|                | Arthur Matecki     | FN             | 1 773        | 17,52        |             |             |
|                | Denis Klein        | UMP            | 1 721        | 17,01        |             |             |
|                | Abdelkader Dehar   | DVG            | 569          | 5,62         |             |             |
|                | Paul Turlan        | PCF            | 226          | 2,23         |             |             |
|                |                    |                |              |              |             |             |
| Inscrits       | Inscrits           | Inscrits       | 19 516       | 100,00       | 19 516      | 100,00      |
| Abstention     | Abstention         | Abstention     | 8 933        | 45,77        | 8 185       | 41,94       |
| Votants        | Votants            | Votants        | 10 583       | 54,23        | 11 331      | 58,06       |
| Blancs et nuls | Blancs et nuls     | Blancs et nuls | 465          | 4,39         | 693         | 6,12        |
| Exprimés       | Exprimés           | Exprimés       | 10 118       | 95,61        | 10 638      | 93,88       |

### Canton de Lorquin
| Candidats      | Candidats            | Étiquette      | Premier tour | Premier tour |
| Candidats      | Candidats            | Étiquette      | Voix         | %            |
| -------------- | -------------------- | -------------- | ------------ | ------------ |
|                | Jean-Luc Chaigneau*  | UMP            | 1 623        | 52,97        |
|                | Natacha Masseret     | PS             | 610          | 19,91        |
|                | Jean-Pierre Holzmann | FN             | 396          | 12,92        |
|                | Emmanuel Riehl       | DVG            | 387          | 12,63        |
|                | Albert Leglois       | PCF            | 48           | 1,57         |
|                |                      |                |              |              |
| Inscrits       | Inscrits             | Inscrits       | 5 181        | 100,00       |
| Abstention     | Abstention           | Abstention     | 1 949        | 37,62        |
| Votants        | Votants              | Votants        | 3 232        | 62,38        |
| Blancs et nuls | Blancs et nuls       | Blancs et nuls | 168          | 5,20         |
| Exprimés       | Exprimés             | Exprimés       | 3 064        | 94,80        |

*sortant

### Canton de Maizières-lès-Metz
| Candidats      | Candidats          | Étiquette      | Premier tour | Premier tour | Second tour | Second tour |
| Candidats      | Candidats          | Étiquette      | Voix         | %            | Voix        | %           |
| -------------- | ------------------ | -------------- | ------------ | ------------ | ----------- | ----------- |
|                | Gérard Terrier*    | PS             | 2 995        | 28,59        | 6 575       | 59,28       |
|                | Jean-Claude Mahler | DVD            | 2 714        | 25,90        | 4 516       | 40,72       |
|                | Patrick Abate      | PCF            | 2 171        | 20,72        | Retrait     | Retrait     |
|                | Simone Godenir     | FN             | 1 407        | 13,43        |             |             |
|                | Bernard Thierry    | EXG            | 420          | 4,01         |             |             |
|                | Philippe Ries      | UDF            | 402          | 3,84         |             |             |
|                | Jean-Louis Simek   | DVD            | 210          | 2,00         |             |             |
|                | Michel Jakubczyk   | EXG            | 158          | 1,51         |             |             |
|                |                    |                |              |              |             |             |
| Inscrits       | Inscrits           | Inscrits       | 19 062       | 100,00       | 19 060      | 100,00      |
| Abstention     | Abstention         | Abstention     | 8 141        | 42,71        | 7 365       | 38,64       |
| Votants        | Votants            | Votants        | 10 921       | 57,29        | 11 695      | 61,36       |
| Blancs et nuls | Blancs et nuls     | Blancs et nuls | 444          | 4,07         | 604         | 5,16        |
| Exprimés       | Exprimés           | Exprimés       | 10 477       | 95,93        | 11 091      | 94,84       |

*sortant

### Canton de Marange-Silvange
| Candidats      | Candidats        | Étiquette      | Premier tour | Premier tour | Second tour | Second tour |
| Candidats      | Candidats        | Étiquette      | Voix         | %            | Voix        | %           |
| -------------- | ---------------- | -------------- | ------------ | ------------ | ----------- | ----------- |
|                | Marcel Klammers* | PS             | 3 153        | 32,70        | 5 215       | 53,67       |
|                | Erwin Brum       | PRG            | 1 954        | 20,26        | 4 502       | 46,33       |
|                | Gérard Paciel    | ECO            | 1 356        | 14,06        |             |             |
|                | Dominique Mahieu | FN             | 1 154        | 11,97        |             |             |
|                | Antoine Postera  | SE             | 656          | 6,80         |             |             |
|                | Pascal Schmitt   | ECO            | 588          | 6,10         |             |             |
|                | Marcel Jobard    | PCF            | 412          | 4,27         |             |             |
|                | Yves Dauphin     | EXG            | 370          | 3,84         |             |             |
|                |                  |                |              |              |             |             |
| Inscrits       | Inscrits         | Inscrits       | 16 328       | 100,00       | 16 329      | 100,00      |
| Abstention     | Abstention       | Abstention     | 6 307        | 38,63        | 5 804       | 35,54       |
| Votants        | Votants          | Votants        | 10 021       | 61,37        | 10 525      | 64,46       |
| Blancs et nuls | Blancs et nuls   | Blancs et nuls | 378          | 3,77         | 808         | 7,68        |
| Exprimés       | Exprimés         | Exprimés       | 9 643        | 96,23        | 9 717       | 92,32       |

*sortant

### Canton de Metz-1
| Candidats      | Candidats                 | Étiquette      | Premier tour | Premier tour | Second tour | Second tour |
| Candidats      | Candidats                 | Étiquette      | Voix         | %            | Voix        | %           |
| -------------- | ------------------------- | -------------- | ------------ | ------------ | ----------- | ----------- |
|                | Dominique Gros*           | PS             | 2 545        | 41,14        | 4 102       | 62,09       |
|                | Christine Genet           | DVD            | 1 481        | 23,94        | 2 505       | 37,91       |
|                | Thierry Gourlot           | FN             | 958          | 15,49        |             |             |
|                | Daniel Delrez             | PRG            | 421          | 6,81         |             |             |
|                | Marie-Cécile Dal Cappello | DVD            | 363          | 5,87         |             |             |
|                | Étienne Hodara            | EXG            | 191          | 3,09         |             |             |
|                | Jacques Marechal          | PCF            | 134          | 2,17         |             |             |
|                | Béatrice Perrin           | EXG            | 93           | 1,50         |             |             |
|                |                           |                |              |              |             |             |
| Inscrits       | Inscrits                  | Inscrits       | 13 094       | 100,00       | 13 094      | 100,00      |
| Abstention     | Abstention                | Abstention     | 6 695        | 51,13        | 6 147       | 46,95       |
| Votants        | Votants                   | Votants        | 6 399        | 48,87        | 6 947       | 53,05       |
| Blancs et nuls | Blancs et nuls            | Blancs et nuls | 213          | 3,33         | 340         | 4,89        |
| Exprimés       | Exprimés                  | Exprimés       | 6 186        | 96,67        | 6 607       | 95,11       |

*sortant

### Canton de Metz-2
| Candidats      | Candidats          | Étiquette      | Premier tour | Premier tour | Second tour | Second tour |
| Candidats      | Candidats          | Étiquette      | Voix         | %            | Voix        | %           |
| -------------- | ------------------ | -------------- | ------------ | ------------ | ----------- | ----------- |
|                | Philippe Grégoire* | UMP            | 1 785        | 24,68        | 3 544       | 46,79       |
|                | Christiane Pallez  | PS             | 1 779        | 24,60        | 4 031       | 53,21       |
|                | Josyane Bettinger  | FN             | 1 031        | 14,26        |             |             |
|                | Vincent Corbras    | DVD            | 777          | 10,74        |             |             |
|                | André Masius       | DVD            | 712          | 9,85         |             |             |
|                | René Darbois       | Verts          | 533          | 7,37         |             |             |
|                | Thierry Schulz     | EXG            | 205          | 2,83         |             |             |
|                | Abel Piault        | PCF            | 164          | 2,27         |             |             |
|                | Rachid Bahloul     | PRG            | 125          | 1,73         |             |             |
|                | Frédéric De Turris | EXG            | 121          | 1,67         |             |             |
|                |                    |                |              |              |             |             |
| Inscrits       | Inscrits           | Inscrits       | 15 542       | 100,00       | 15 542      | 100,00      |
| Abstention     | Abstention         | Abstention     | 8 032        | 51,68        | 7 479       | 48,12       |
| Votants        | Votants            | Votants        | 7 510        | 48,32        | 8 063       | 51,88       |
| Blancs et nuls | Blancs et nuls     | Blancs et nuls | 278          | 3,70         | 488         | 6,05        |
| Exprimés       | Exprimés           | Exprimés       | 7 232        | 96,30        | 7 575       | 93,95       |

*sortant

### Canton de Montigny-lès-Metz
| Candidats      | Candidats             | Étiquette      | Premier tour | Premier tour |
| Candidats      | Candidats             | Étiquette      | Voix         | %            |
| -------------- | --------------------- | -------------- | ------------ | ------------ |
|                | Jean-Luc Bohl*        | DVD            | 6 023        | 51,98        |
|                | Jean-Marie Ravold     | PS             | 2 527        | 21,81        |
|                | Manuel Ferreirinho    | FN             | 1 397        | 12,06        |
|                | Marie-Thérèse Nicolas | DVD            | 978          | 8,44         |
|                | Gilbert Guillemin     | EXG            | 410          | 3,54         |
|                | Serge Leroy           | PCF            | 253          | 2,18         |
|                |                       |                |              |              |
| Inscrits       | Inscrits              | Inscrits       | 21 483       | 100,00       |
| Abstention     | Abstention            | Abstention     | 9 447        | 43,97        |
| Votants        | Votants               | Votants        | 12 036       | 56,03        |
| Blancs et nuls | Blancs et nuls        | Blancs et nuls | 448          | 3,72         |
| Exprimés       | Exprimés              | Exprimés       | 11 588       | 96,28        |

*sortant

### Canton de Rombas
| Candidats      | Candidats           | Étiquette      | Premier tour | Premier tour |
| Candidats      | Candidats           | Étiquette      | Voix         | %            |
| -------------- | ------------------- | -------------- | ------------ | ------------ |
|                | Jean Kiffer*        | DVD            | 4 391        | 50,66        |
|                | Lionel Fournier     | PS             | 2 189        | 25,26        |
|                | Régine Kolb         | FN             | 755          | 8,71         |
|                | Norbert Barthelemy  | PCF            | 549          | 6,33         |
|                | Victor-Robert Villa | DVD            | 417          | 4,81         |
|                | Annick Jolivet      | EXG            | 362          | 4,18         |
|                | Jean-Claude Roets   | DVD            | 4            | 0,05         |
|                |                     |                |              |              |
| Inscrits       | Inscrits            | Inscrits       | 13 866       | 100,00       |
| Abstention     | Abstention          | Abstention     | 4 957        | 35,75        |
| Votants        | Votants             | Votants        | 8 909        | 64,25        |
| Blancs et nuls | Blancs et nuls      | Blancs et nuls | 242          | 2,72         |
| Exprimés       | Exprimés            | Exprimés       | 8 667        | 97,28        |

*sortant

### Canton de Saint-Avold-2
| Candidats      | Candidats            | Étiquette      | Premier tour | Premier tour | Second tour | Second tour |
| Candidats      | Candidats            | Étiquette      | Voix         | %            | Voix        | %           |
| -------------- | -------------------- | -------------- | ------------ | ------------ | ----------- | ----------- |
|                | André Wojciechowski* | UMP            | 2 949        | 33,09        | 4 961       | 54,50       |
|                | Gilbert Weber        | DVG            | 2 064        | 23,16        | 4 142       | 45,50       |
|                | Roland Kazmierczak   | DVD            | 1 465        | 16,44        |             |             |
|                | Jean-Philippe Wagner | FN             | 1 455        | 16,33        |             |             |
|                | Marc Boyer           | PRG            | 452          | 5,07         |             |             |
|                | Pascal Grimont       | EXG            | 318          | 3,57         |             |             |
|                | Jacques Majcen       | PCF            | 120          | 1,35         |             |             |
|                | Jacques Grivel       | DVD            | 88           | 0,99         |             |             |
|                |                      |                |              |              |             |             |
| Inscrits       | Inscrits             | Inscrits       | 16 513       | 100,00       | 16 513      | 100,00      |
| Abstention     | Abstention           | Abstention     | 7 231        | 43,79        | 6 874       | 41,63       |
| Votants        | Votants              | Votants        | 9 282        | 56,21        | 9 639       | 58,37       |
| Blancs et nuls | Blancs et nuls       | Blancs et nuls | 371          | 4,00         | 536         | 5,56        |
| Exprimés       | Exprimés             | Exprimés       | 8 911        | 96,00        | 9 103       | 94,44       |

*sortant

### Canton de Sarrebourg
| Candidats      | Candidats           | Étiquette      | Premier tour | Premier tour | Second tour | Second tour |
| Candidats      | Candidats           | Étiquette      | Voix         | %            | Voix        | %           |
| -------------- | ------------------- | -------------- | ------------ | ------------ | ----------- | ----------- |
|                | Jean-Pierre Spreng* | UMP            | 5 029        | 48,02        | 5 701       | 50,18       |
|                | Jean-Yves Schaff    | PS             | 2 794        | 26,68        | 3 374       | 29,70       |
|                | Bernard Brion       | FN             | 2 448        | 23,37        | 2 285       | 20,11       |
|                | Roger Morel         | PCF            | 202          | 1,93         |             |             |
|                |                     |                |              |              |             |             |
| Inscrits       | Inscrits            | Inscrits       | 19 396       | 100,00       | 19 393      | 100,00      |
| Abstention     | Abstention          | Abstention     | 8 329        | 42,94        | 7 650       | 39,45       |
| Votants        | Votants             | Votants        | 11 067       | 57,06        | 11 743      | 60,55       |
| Blancs et nuls | Blancs et nuls      | Blancs et nuls | 594          | 5,37         | 383         | 3,26        |
| Exprimés       | Exprimés            | Exprimés       | 10 473       | 94,63        | 11 360      | 96,74       |

*sortant

### Canton de Sarreguemines
| Candidats      | Candidats            | Étiquette      | Premier tour | Premier tour | Second tour | Second tour |
| Candidats      | Candidats            | Étiquette      | Voix         | %            | Voix        | %           |
| -------------- | -------------------- | -------------- | ------------ | ------------ | ----------- | ----------- |
|                | Jean-Marie Buchheit* | UDF            | 2 815        | 39,87        | 4 143       | 55,61       |
|                | Denis Peiffer        | PS             | 1 494        | 21,16        | 3 307       | 44,39       |
|                | René Ludwig          | DVD            | 1 379        | 19,53        |             |             |
|                | Sylvie Baconnais     | FN             | 979          | 13,86        |             |             |
|                | Claire Dreidemy      | EXG            | 242          | 3,43         |             |             |
|                | Marie Marechal       | PCF            | 152          | 2,15         |             |             |
|                |                      |                |              |              |             |             |
| Inscrits       | Inscrits             | Inscrits       | 16 227       | 100,00       | 16 227      | 100,00      |
| Abstention     | Abstention           | Abstention     | 8 820        | 54,35        | 8 205       | 50,56       |
| Votants        | Votants              | Votants        | 7 407        | 45,65        | 8 022       | 49,44       |
| Blancs et nuls | Blancs et nuls       | Blancs et nuls | 346          | 4,67         | 572         | 7,13        |
| Exprimés       | Exprimés             | Exprimés       | 7 061        | 95,33        | 7 450       | 92,87       |

*sortant

### Canton de Sarreguemines-Campagne
| Candidats      | Candidats      | Étiquette      | Premier tour | Premier tour | Second tour | Second tour |
| Candidats      | Candidats      | Étiquette      | Voix         | %            | Voix        | %           |
| -------------- | -------------- | -------------- | ------------ | ------------ | ----------- | ----------- |
|                | Jean Karmann*  | DVG            | 4 349        | 43,49        | 5 819       | 53,65       |
|                | Michaël Weber  | PS             | 3 526        | 35,26        | 5 028       | 46,35       |
|                | Hervé Pincemin | FN             | 1 927        | 19,27        |             |             |
|                | José Albiol    | PCF            | 197          | 1,97         |             |             |
|                |                |                |              |              |             |             |
| Inscrits       | Inscrits       | Inscrits       | 19 664       | 100,00       | 19 636      | 100,00      |
| Abstention     | Abstention     | Abstention     | 8 871        | 45,11        | 7 879       | 40,13       |
| Votants        | Votants        | Votants        | 10 793       | 54,89        | 11 757      | 59,87       |
| Blancs et nuls | Blancs et nuls | Blancs et nuls | 794          | 7,36         | 910         | 7,74        |
| Exprimés       | Exprimés       | Exprimés       | 9 999        | 92,64        | 10 847      | 92,26       |

*sortant

### Canton de Stiring-Wendel
| Candidats      | Candidats          | Étiquette      | Premier tour | Premier tour | Second tour | Second tour |
| Candidats      | Candidats          | Étiquette      | Voix         | %            | Voix        | %           |
| -------------- | ------------------ | -------------- | ------------ | ------------ | ----------- | ----------- |
|                | Jean-Claude Holtz* | DVD            | 3 940        | 40,32        | 4 857       | 44,72       |
|                | Élisabeth Hilpert  | PS             | 2 123        | 21,72        | 3 741       | 34,45       |
|                | Éric Vilain        | FN             | 1 994        | 20,40        | 2 262       | 20,83       |
|                | Norbert Wengeler   | DVG            | 914          | 9,35         |             |             |
|                | Antoine Capraro    | DVG            | 412          | 4,22         |             |             |
|                | Ursula Fendel      | EXG            | 251          | 2,57         |             |             |
|                | Joëlle Daeschler   | PCF            | 139          | 1,42         |             |             |
|                |                    |                |              |              |             |             |
| Inscrits       | Inscrits           | Inscrits       | 19 914       | 100,00       | 19 914      | 100,00      |
| Abstention     | Abstention         | Abstention     | 9 703        | 48,72        | 8 789       | 44,13       |
| Votants        | Votants            | Votants        | 10 211       | 51,28        | 11 125      | 55,87       |
| Blancs et nuls | Blancs et nuls     | Blancs et nuls | 438          | 4,29         | 265         | 2,38        |
| Exprimés       | Exprimés           | Exprimés       | 9 773        | 95,71        | 10 860      | 97,62       |

*sortant

### Canton de Vic-sur-Seille
| Candidats      | Candidats         | Étiquette      | Premier tour | Premier tour |
| Candidats      | Candidats         | Étiquette      | Voix         | %            |
| -------------- | ----------------- | -------------- | ------------ | ------------ |
|                | Philippe Leroy*   | UMP            | 1 322        | 68,89        |
|                | Charles Trompette | PS             | 231          | 12,04        |
|                | Robert Pister     | FN             | 198          | 10,32        |
|                | Estelle Gallot    | PCF            | 103          | 5,37         |
|                | Christian Bonnet  | EXG            | 65           | 3,39         |
|                |                   |                |              |              |
| Inscrits       | Inscrits          | Inscrits       | 2 955        | 100,00       |
| Abstention     | Abstention        | Abstention     | 928          | 31,40        |
| Votants        | Votants           | Votants        | 2 027        | 68,60        |
| Blancs et nuls | Blancs et nuls    | Blancs et nuls | 108          | 5,33         |
| Exprimés       | Exprimés          | Exprimés       | 1 919        | 94,67        |

*sortant

### Canton de Woippy
| Candidats      | Candidats             | Étiquette      | Premier tour | Premier tour | Second tour | Second tour |
| Candidats      | Candidats             | Étiquette      | Voix         | %            | Voix        | %           |
| -------------- | --------------------- | -------------- | ------------ | ------------ | ----------- | ----------- |
|                | Jean-Claude Théobald* | DVD            | 5 120        | 43,21        | 7 102       | 56,71       |
|                | Étienne Daval         | PS             | 2 668        | 22,51        | 5 422       | 43,29       |
|                | Francis Renac         | FN             | 1 777        | 15,00        |             |             |
|                | Thierry Hecker        | DVG            | 792          | 6,68         |             |             |
|                | Jacques Marchal       | PCF            | 707          | 5,97         |             |             |
|                | Mario Rinaldi         | EXG            | 488          | 4,12         |             |             |
|                | Vincent Metzinger     | EXG            | 298          | 2,51         |             |             |
|                |                       |                |              |              |             |             |
| Inscrits       | Inscrits              | Inscrits       | 22 260       | 100,00       | 22 263      | 100,00      |
| Abstention     | Abstention            | Abstention     | 9 887        | 44,42        | 8 962       | 40,26       |
| Votants        | Votants               | Votants        | 12 373       | 55,58        | 13 301      | 59,74       |
| Blancs et nuls | Blancs et nuls        | Blancs et nuls | 523          | 4,23         | 777         | 5,84        |
| Exprimés       | Exprimés              | Exprimés       | 11 850       | 95,77        | 12 524      | 94,16       |

*sortant

### Canton d'Yutz
| Candidats      | Candidats          | Étiquette      | Premier tour | Premier tour |
| Candidats      | Candidats          | Étiquette      | Voix         | %            |
| -------------- | ------------------ | -------------- | ------------ | ------------ |
|                | Patrick Weiten*    | DVD            | 7 217        | 66,55        |
|                | Stéphane Krill     | PS             | 1 904        | 17,56        |
|                | Marc Turry         | FN             | 1 007        | 9,29         |
|                | Catherine Lainez   | EXG            | 447          | 4,12         |
|                | Paul-Jean Poignand | PCF            | 270          | 2,49         |
|                |                    |                |              |              |
| Inscrits       | Inscrits           | Inscrits       | 20 496       | 100,00       |
| Abstention     | Abstention         | Abstention     | 9 323        | 45,49        |
| Votants        | Votants            | Votants        | 11 173       | 54,51        |
| Blancs et nuls | Blancs et nuls     | Blancs et nuls | 328          | 2,94         |
| Exprimés       | Exprimés           | Exprimés       | 10 845       | 97,06        |

*sortant